# Hokej na lodzie na Zimowych Igrzyskach Olimpijskich 1948
Hokej na lodzie był jedną z konkurencji rozgrywanych podczas igrzysk olimpijskich w Sankt Moritz. W turnieju wzięło udział 9 zespołów, które rozgrywały mecze każdy z każdym. Drużyna Stanów Zjednoczonych została zdyskwalifikowana. Oficjalnie sklasyfikowano osiem drużyn. Najlepiej punktującym zawodnikiem został Kanadyjczyk Walter Halder zdobywca 21 bramek i 8 asyst (29 punktów).

## Tabela końcowa
| Drużyna           | M | Mecze | Mecze | Mecze | Bramki | Bramki | Bramki | Pkt | Uwagi           |
| Drużyna           | M | W     | R     | P     | +      | -      | +/-    | Pkt | Uwagi           |
| ----------------- | - | ----- | ----- | ----- | ------ | ------ | ------ | --- | --------------- |
| Kanada            | 8 | 7     | 1     | 0     | 69     | 5      | +64    | 15  |                 |
| Czechosłowacja    | 8 | 7     | 1     | 0     | 80     | 18     | +62    | 15  |                 |
| Szwajcaria        | 8 | 6     | 0     | 2     | 67     | 21     | +46    | 12  |                 |
| Szwecja           | 8 | 4     | 0     | 4     | 55     | 28     | +27    | 8   |                 |
| Wielka Brytania   | 8 | 3     | 0     | 5     | 39     | 47     | -8     | 6   |                 |
| Polska            | 8 | 2     | 0     | 6     | 29     | 97     | -68    | 4   |                 |
| Austria           | 8 | 1     | 0     | 7     | 33     | 77     | -44    | 2   |                 |
| Włochy            | 8 | 0     | 0     | 8     | 24     | 156    | -132   | 0   |                 |
| Stany Zjednoczone | 8 | 5     | 0     | 3     | 86     | 33     | +53    | 10  | Dyskwalifikacja |

Wyniki
| 30 stycznia 1948 | Szwajcaria | 5:4 | Stany Zjednoczone |  |

|  |  |  |  |  |

| 30 stycznia 1948 | Kanada | 3:1 | Szwecja |  |

|  |  |  |  |  |

| 30 stycznia 1948 | Polska | 7:5 | Austria |  |

|  |  |  |  |  |

| 30 stycznia 1948 | Czechosłowacja | 22:3 | Włochy |  |

|  |  |  |  |  |

| 31 stycznia 1948 | Stany Zjednoczone | 23:4 | Polska |  |

|  |  |  |  |  |

| 31 stycznia 1948 | Czechosłowacja | 6:3 | Szwecja |  |

|  |  |  |  |  |

| 31 stycznia 1948 | Szwajcaria | 16:0 | Włochy |  |

|  |  |  |  |  |

| 31 stycznia 1948 | Wielka Brytania | 5:4 | Austria |  |

|  |  |  |  |  |

| 1 lutego 1948 | Kanada | 3:0 | Wielka Brytania |  |

|  |  |  |  |  |

| 1 lutego 1948 | Stany Zjednoczone | 31:1 | Włochy |  |

|  |  |  |  |  |

| 1 lutego 1948 | Szwajcaria | 12:2 | Austria |  |

|  |  |  |  |  |

| 1 lutego 1948 | Czechosłowacja | 13:1 | Polska |  |

|  |  |  |  |  |

| 2 lutego 1948 | Szwecja | 7:1 | Austria |  |

|  |  |  |  |  |

| 2 lutego 1948 | Kanada | 15:0 | Polska |  |

|  |  |  |  |  |

| 2 lutego 1948 | Czechosłowacja | 11:4 | Wielka Brytania |  |

|  |  |  |  |  |

| 3 lutego 1948 | Kanada | 21:1 | Włochy |  |

|  |  |  |  |  |

| 3 lutego 1948 | Stany Zjednoczone | 5:2 | Szwecja |  |

|  |  |  |  |  |

| 4 lutego 1948 | Czechosłowacja | 17:3 | Austria |  |

|  |  |  |  |  |

| 4 lutego 1948 | Polska | 13:7 | Włochy |  |

|  |  |  |  |  |

| 4 lutego 1948 | Szwajcaria | 12:3 | Wielka Brytania |  |

|  |  |  |  |  |

| 5 lutego 1948 | Austria | 16:5 | Włochy |  |

|  |  |  |  |  |

| 5 lutego 1948 | Wielka Brytania | 7:2 | Polska |  |

|  |  |  |  |  |

| 5 lutego 1948 | Szwajcaria | 8:2 | Szwecja |  |

|  |  |  |  |  |

| 5 lutego 1948 | Kanada | 12:3 | Stany Zjednoczone |  |

|  |  |  |  |  |

| 6 lutego 1948 | Szwajcaria | 14:0 | Polska |  |

|  |  |  |  |  |

| 6 lutego 1948 | Kanada | 0:0 | Czechosłowacja |  |

|  |  |  |  |  |

| 6 lutego 1948 | Szwecja | 4:3 | Wielka Brytania |  |

|  |  |  |  |  |

| 6 lutego 1948 | Stany Zjednoczone | 13:2 | Austria |  |

|  |  |  |  |  |

| 7 lutego 1948 | Stany Zjednoczone | 4:3 | Wielka Brytania |  |

|  |  |  |  |  |

| 7 lutego 1948 | Czechosłowacja | 7:1 | Szwajcaria |  |

|  |  |  |  |  |

| 7 lutego 1948 | Kanada | 12:0 | Austria |  |

|  |  |  |  |  |

| 7 lutego 1948 | Szwecja | 23:0 | Włochy |  |

|  |  |  |  |  |

| 8 lutego 1948 | Wielka Brytania | 14:7 | Włochy |  |

|  |  |  |  |  |

| 8 lutego 1948 | Czechosłowacja | 4:3 | Stany Zjednoczone |  |

|  |  |  |  |  |

| 8 lutego 1948 | Kanada | 3:0 | Szwajcaria |  |

|  |  |  |  |  |

| 8 lutego 1948 | Szwecja | 13:2 | Polska |  |

|  |  |  |  |  |

## Składy
| Miejsce | Państwo           | Zawodnicy |
| ------- | ----------------- | --- |
| 1.      | Kanada            | Hubert Brooks, Bernard Dunster, R.A Forbes, A. Galpin, Ross Kong, J. Leichnitz, Murray Dowey, Francis Dunster, Louis Lecompte, André Laperrière, Wallwce Halder, George Mara, Reginald Schroeter, Thomas Hibberd, Albert Renaud, Israel Orval Gravelle, Patrick Guzzo, Irving Taylor                         |
| 2.      | Czechosłowacja    | Bohumil Modrý, Zdeněk Jarkovský, Miroslav Sláma, Josef Trousílek, Přemysl Hainý, Vilibald Šťovík, Oldřich Zábrodský, Miloslav Pokorný, Ladislav Troják, Vladimír Zábrodský, Stanislav Konopásek, Václav Roziňák, Jaroslav Drobný, Karel Stibor, Vladimír Kobranov, Augustin Bubník, Vladimír Bouzek          |
| 3.      | Szwajcaria        | Hans Bänninger, Reto Perl, Emil Handschin, Ferdinand Cattini, Hans Cattini, Hanggi Boller, Hans Dürst, Walter Paul Dürst, Bibi Torriani, Gebhard Poltera, Ulrich Poltera, Hans-Martin Trepp, Beat Rüedi, Fredi Bieler, Heini Lohrer, Werner Lohrer                                                           |
| 4.      | Szwecja           | Stig Emanuel Andersson, Åke Andersson, Stig Carlsson, Åke Ericson, Rolf Ericsson, Svante Granlund, Arne Johansson, Rune Johansson, Gunnar Landelius, Klas Lindström, Lars Ljungman, Holger Nurmela, Bror Pettersson, Rolf Pettersson, Kurt Svanberg, Sven Thunman                                            |
| 5.      | Wielka Brytania   | Lennie Baker, George Baillie, James Chappell, John Davey, Frederick Dunkelman, Arthur Green, Fran Green, Frank Jardine, Johnny Murray, Johnny Oxley, Stanley Simon, Robert Smith, Archibald Stinchcombe, Thomas Syme                                                                                         |
| 6.      | Polska            | Henryk Brommer, Mieczysław Burda, Stefan Csorich, Alfred Gansiniec, Zygmunt Ginter, Tomasz Jasiński, Mieczysław Kasprzycki, Bolesław Kolasa, Adam Kowalski, Eugeniusz Lewacki, Jan Maciejko, Czesław Marchewczyk, Mieczysław Palus, Henryk Przeździecki, Hilary Skarżyński, Maksymilian Więcek, Ernest Ziaja |
| 7.      | Austria           | Franz Csöngei, Fritz Demmer, Egon Engel, Walter Feistritzer, Gustav Gross, Fredl Huber, Julius Juhn, Oskar Nowak, Hansjörg Reichel, Hans Schneider, Willibald Stanek, Herbert Ulrich, Fritz Walter, Helfried Winger, Rudolf Wurmbrandt                                                                       |
| 8.      | Włochy            | Claudio Apollonio, Giancarlo Bassi, Mario Bedogni, Luigi Bestagini, Giancarlo Bucchetti, Carlo Bulgheroni, Ignazio Dionisi, Arnaldo Fabris, Vincenzo Fardella, Aldo Federici, Umberto Gerli, Dino Innocenti, Constanzo Mangini, Dino Menardi, Otto Rauth, Franco Rossi, Gianantonio Zopegni                  |
| -       | Stany Zjednoczone | Allan Opsahl, Bruce Mather, Bruce Cunliffe, Donald Geary, Frederick Pearson, Goodwin Harding, Herbert Vaningen, John Kirrane, John Riley, John Garrity, Ralph Warburton, Robert Baker, Robert Boeser, Stanton Priddy                                                                                         |